# Eurhopalothrix
Eurhopalothrix is een geslacht van vliesvleugelige insecten van de familie Mieren (Formicidae).

## Soorten
- E. alopeciosa Brown & Kempf, 1960
- E. apharogonia Snelling, R.R., 1968
- E. australis Brown & Kempf, 1960
- E. biroi (Szabó, 1910)
- E. bolaui (Mayr, 1870)
- E. brevicornis (Emery, 1897)
- E. browni Taylor, 1990
- E. bruchi (Santschi, 1922)
- E. caledonica Brown & Kempf, 1960
- E. cinnamea Taylor, 1970
- E. clypeata Brown & Kempf, 1960
- E. coronata Taylor, 1990
- E. chapmani Taylor, 1990
- E. depressa Ketterl, Verhaag & Dietz, 2004
- E. dubia Taylor, 1990
- E. elke Mezger & Pfeiffer, 2010
- E. emeryi (Forel, 1912)
- E. floridana Brown & Kempf, 1960
- E. gravis (Mann, 1922)
- E. greensladei Taylor, 1968
- E. heliscata Wilson & Brown, 1985
- E. hoplites Taylor, 1980
- E. insidiatrix (Taylor, 1980)
- E. isabellae (Mann, 1919)
- E. jennya Taylor, 1990
- E. lenkoi Kempf, 1967

- E. omnivaga Taylor, 1990
- E. papuana (De Andrade, 2007)
- E. philippina Brown & Kempf, 1960
- E. pilulifera Brown & Kempf, 1960
- E. platisquama Taylor, 1990
- E. procera (Emery, 1897)
- E. punctata (Szabó, 1910)
- E. rothschildi Taylor, 1990
- E. seguensis Taylor, 1990
- E. speciosa Brown & Kempf, 1960
- E. spectabilis Kempf, 1962
- E. szentivanyi Taylor, 1968